# عمر 2000 (فلم)
عمر 2000 فيلم مصري من إنتاج عام 2000، من بطولة خالد النبوي ومنى زكي وأحمد حلمي وموناليزا وماجد الكدواني وعادل الفار ومن تأليف وإخراج أحمد عاطف.
الفيلم هو أول فيلم يخرجه أحمد عاطف، وهو من أوائل الأعمال التي جمعت بين أحمد حلمي، ومنى زكي.

## قصة الفيلم
يستعد عمر للاحتفال بعيد ميلاده الثلاثين بعد أن بدأ الشيب يغزو شعره، ويذهب إلى صديقه التربي ويطلب منه أن يدفنه حيا حتى يتخلص من أوهامه التي كادت أن تقضى عليه. وأثناء اغفائه تحضر الفتاة بيبو لتوقظه فيعتقد أنه مات. تقول بيبو أنها دفنت حية أثر حادث سيارة تعرضت له وخرجت من قبرها لتجد عمر أنيسا لها، ومن خلال بانوراما يتعرض الفيلم للمشاكل الكثيرة التي تواجه جيلا بأكمله. الشاب الذي يريد الهجرة إلى أمريكا، عبدة الشيطان، فتاة الكمبيوتر التي تفقد والديها في غربة جمع المال، الشاب الذي فقد أصحابه في حرب الخليج، الشاب الذي يصاب بالصمم بسبب زحام القاهرة، الشاب الذي يمارس لعبة شراء الأجهزة بالقسط ويبيعها فوري فتكون النتيجة تراكم الاقساط عليه، الضريرة التي تهوى الرقص الشرقي. كل هذه النماذج تنضم إلى عمر تأييدا لفكرة الموت المبكر يأسًا من حياة لا تعير اهتمامها بهذا الجيل المجهض في أحلامه وأمانيه.

## بطولة
- خالد النبوي
- منى زكي
- أحمد حلمي
- موناليزا
- أحمد فؤاد سليم
- عادل الفار
- ماجد الكدواني
- معتزة عبد الصبور
- محمد رجب

## وصلات خارجية
- مقالات تستعمل روابط فنية بلا صلة مع ويكي بيانات